# Vier Tage von Dünkirchen 2009
Die 55. Vier Tage von Dünkirchen fanden vom 5. bis 10. Mai 2009 statt. Das Radrennen wurde in sechs Etappen über eine Distanz von 980,3 Kilometern ausgetragen. Es ist Teil der UCI Europe Tour 2009 und dort in die höchste Kategorie 2.HC eingestuft.

## Etappen

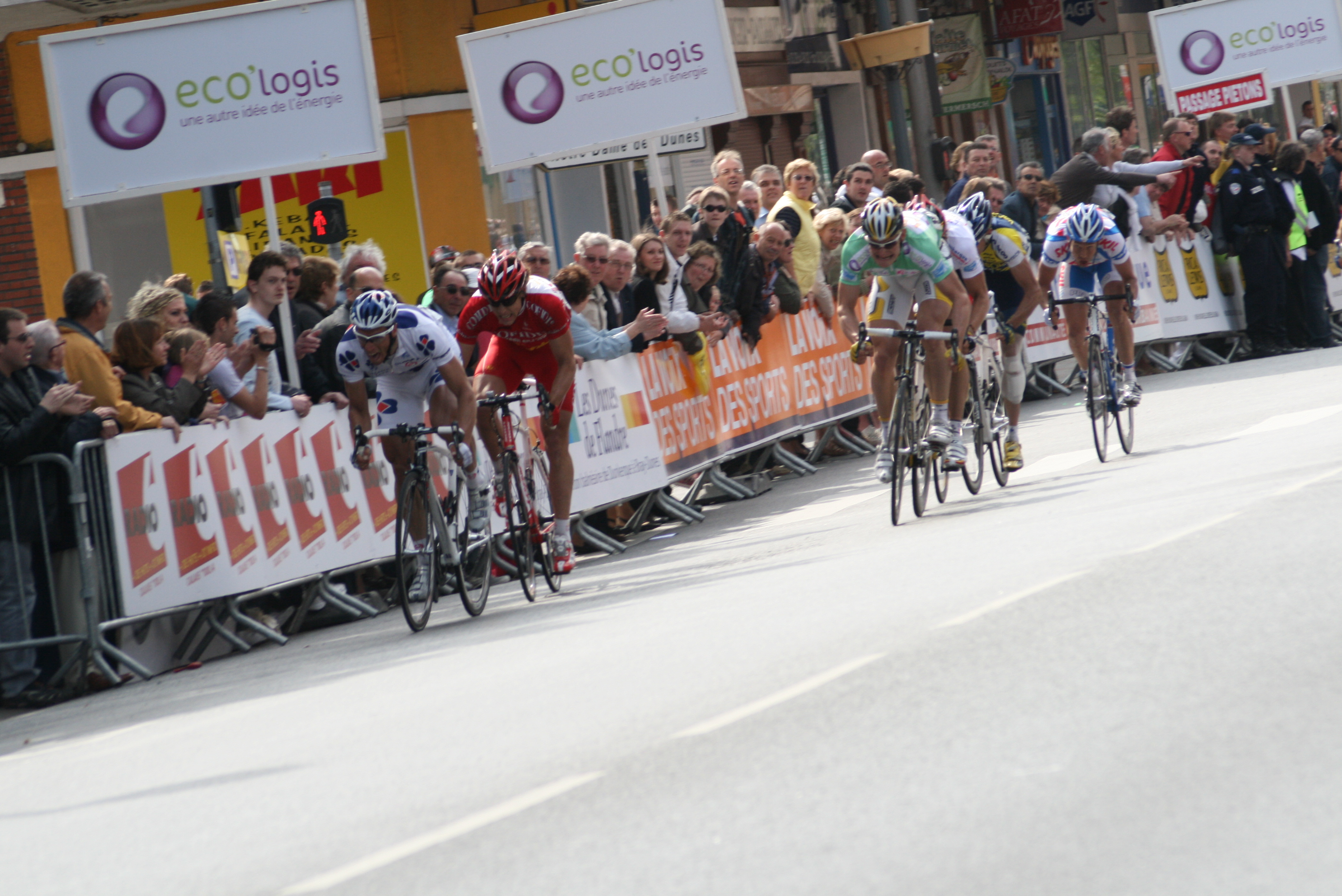
Zielsprint der 6. Etappe. Rechts im grünen Trikot der spätere Sieger André Greipel

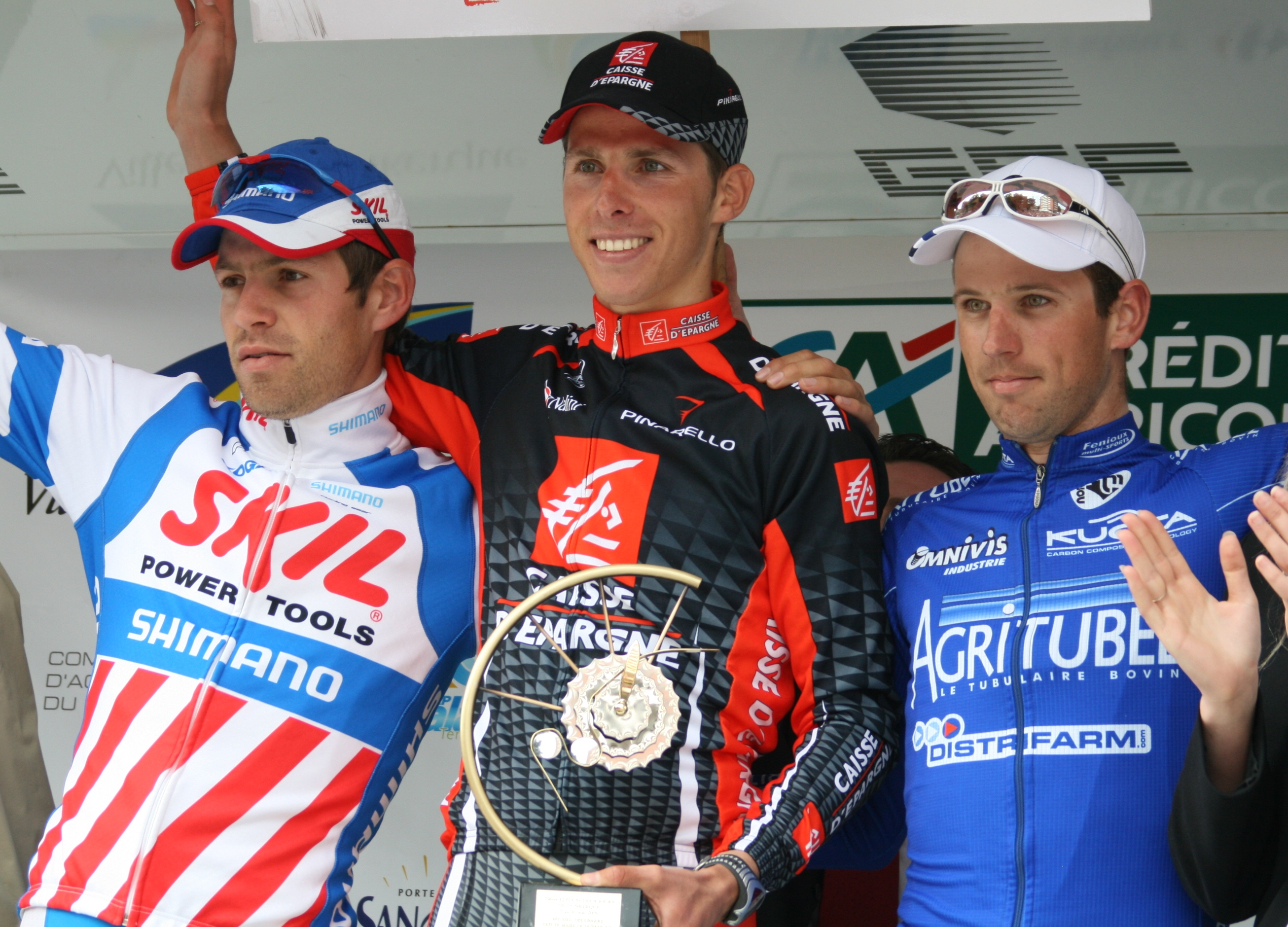
Sieger Rui Costa mit David Le Lay (re.) und Cyril Lemoine (li.)

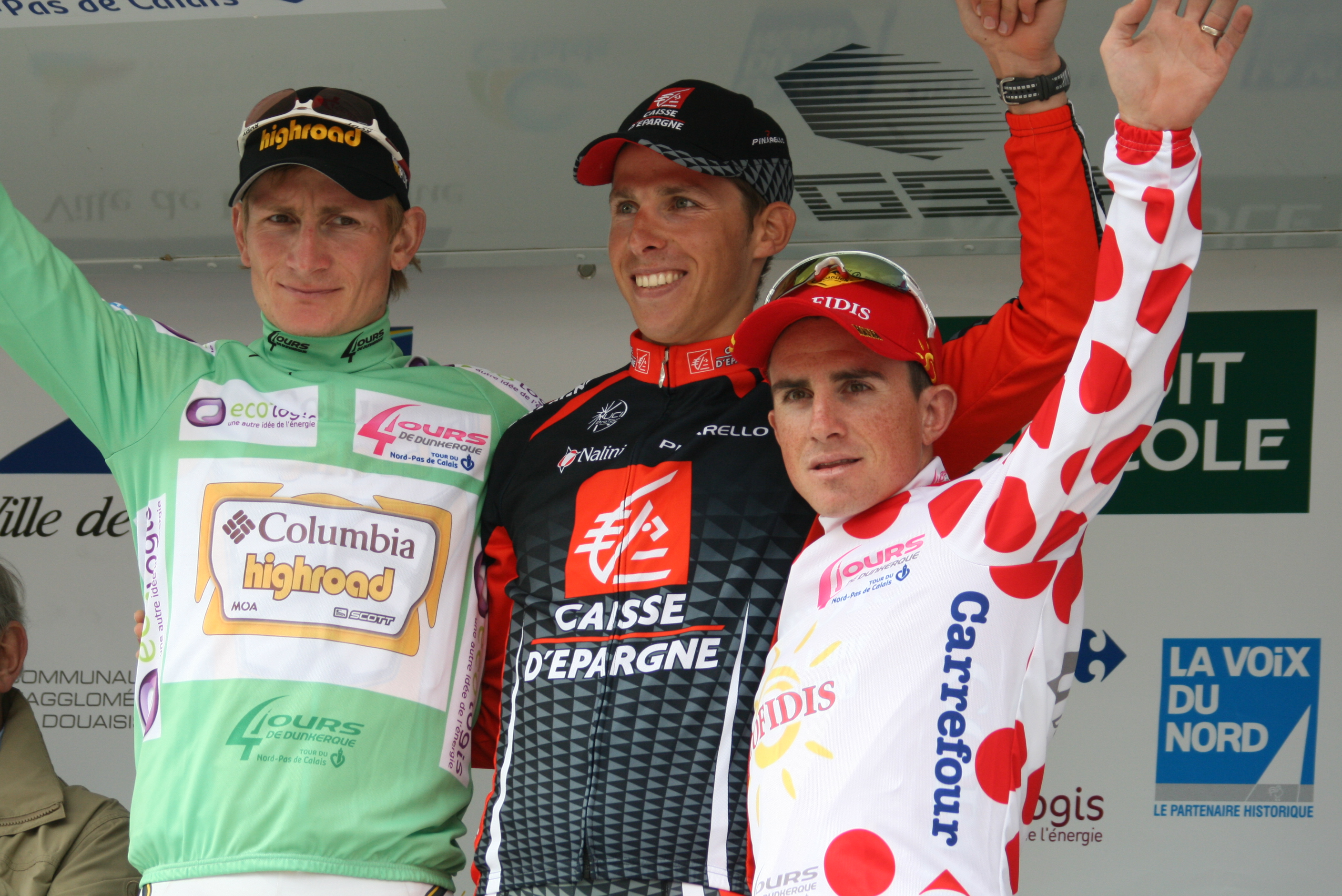
Gesamtsieger Rui Costa zusammen mit dem Sieger der Punktewertung André Greipel in grün und dem Sieger des Bergwertung Samuel Dumoulin

| Etappe    | Tag     | Start – Ziel                 | km    | Etappensieger      | Führender          |
| --------- | ------- | ---------------------------- | ----- | ------------------ | ------------------ |
| 1. Etappe | 5. Mai  | Dünkirchen – Dünkirchen      | 186,9 | Kenny van Hummel   | Kenny van Hummel   |
| 2. Etappe | 6. Mai  | Coudekerque-Branche – Arques | 178,9 | Jimmy Engoulvent   | André Greipel      |
| 3. Etappe | 7. Mai  | Sangatte – Béthune           | 228,1 | Sébastien Duret    | Sébastien Minard   |
| 4. Etappe | 8. Mai  | Douai – Douai (EZF)          | 18,7  | Sébastien Rosseler | Sébastien Rosseler |
| 5. Etappe | 9. Mai  | Hazebrouck – Boeschepe       | 195,4 | Pierrick Fedrigo   | Rui Costa          |
| 6. Etappe | 10. Mai | Lesquin – Dünkirchen         | 172,3 | André Greipel      | Rui Costa          |